# Ojdula
Ojdula is een Roemeense gemeente in het district Covasna.
Ojdula telt 3526 inwoners.